# Падерн
Паде́рн (фр. Padern) — коммуна во Франции, находится в регионе Лангедок — Руссильон. Департамент коммуны — Од. Входит в состав кантона Тюшан. Округ коммуны — Нарбонна.
Код INSEE коммуны — 11270.

## Население
Население коммуны на 2008 год составляло 125 человек.
| 1962 | 1968 | 1975 | 1982 | 1990 | 1999 | 2008 |
| ---- | ---- | ---- | ---- | ---- | ---- | ---- |
| 381  | 283  | 209  | 168  | 145  | 140  | 125  |

## Экономика
В 2007 году среди 65 человек в трудоспособном возрасте (15—64 лет) 36 были экономически активными, 29 — неактивными (показатель активности — 55,4 %, в 1999 году было 49,2 %). Из 36 активных работали 23 человека (14 мужчин и 9 женщин), безработных было 13 (5 мужчин и 8 женщин). Среди 29 неактивных 3 человека были учениками или студентами, 14 — пенсионерами, 12 были неактивными по другим причинам.

## Достопримечательности
- Замок Падерн
- Монастырь Моле

## Фотогалерея

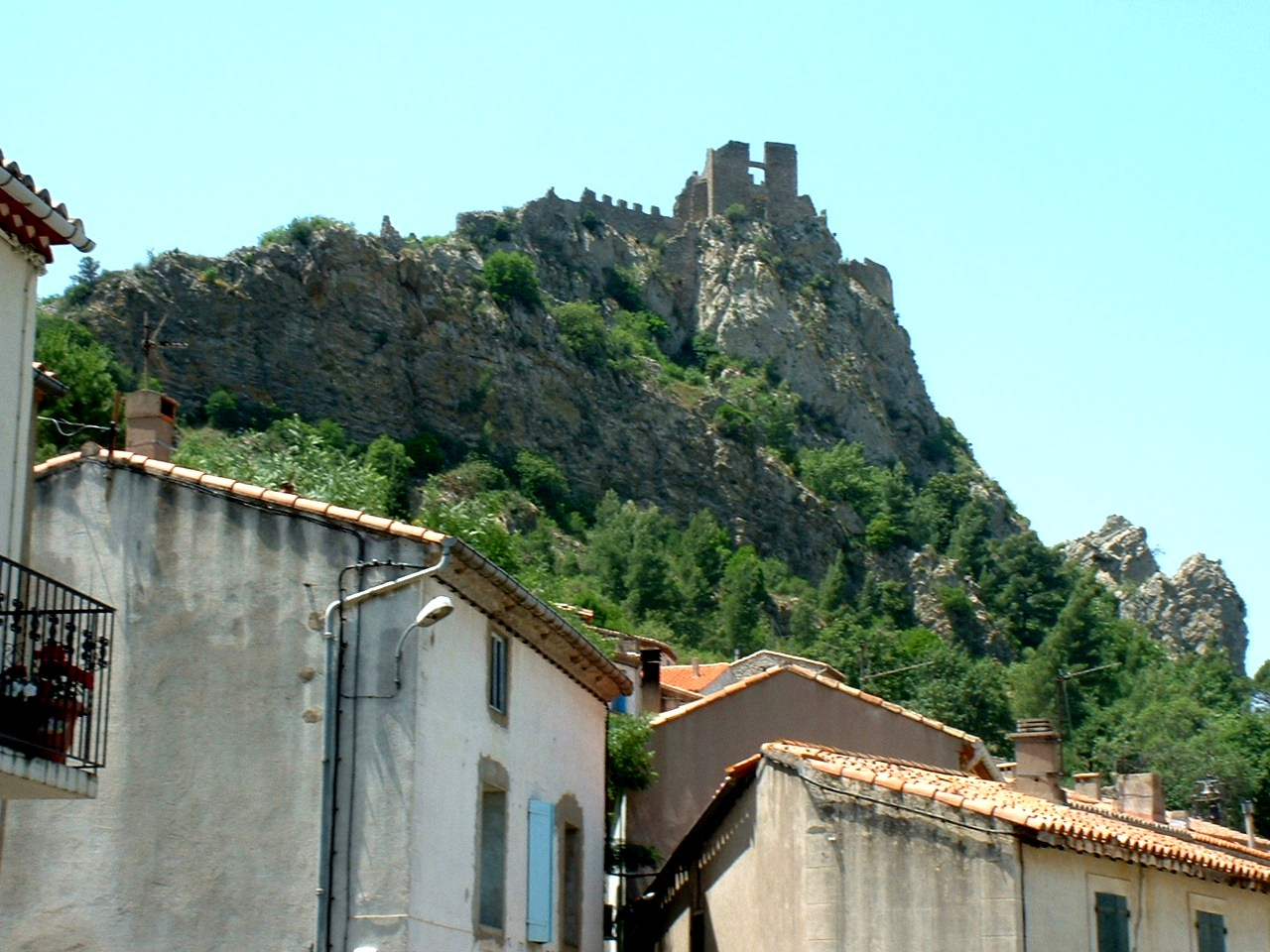
Замок
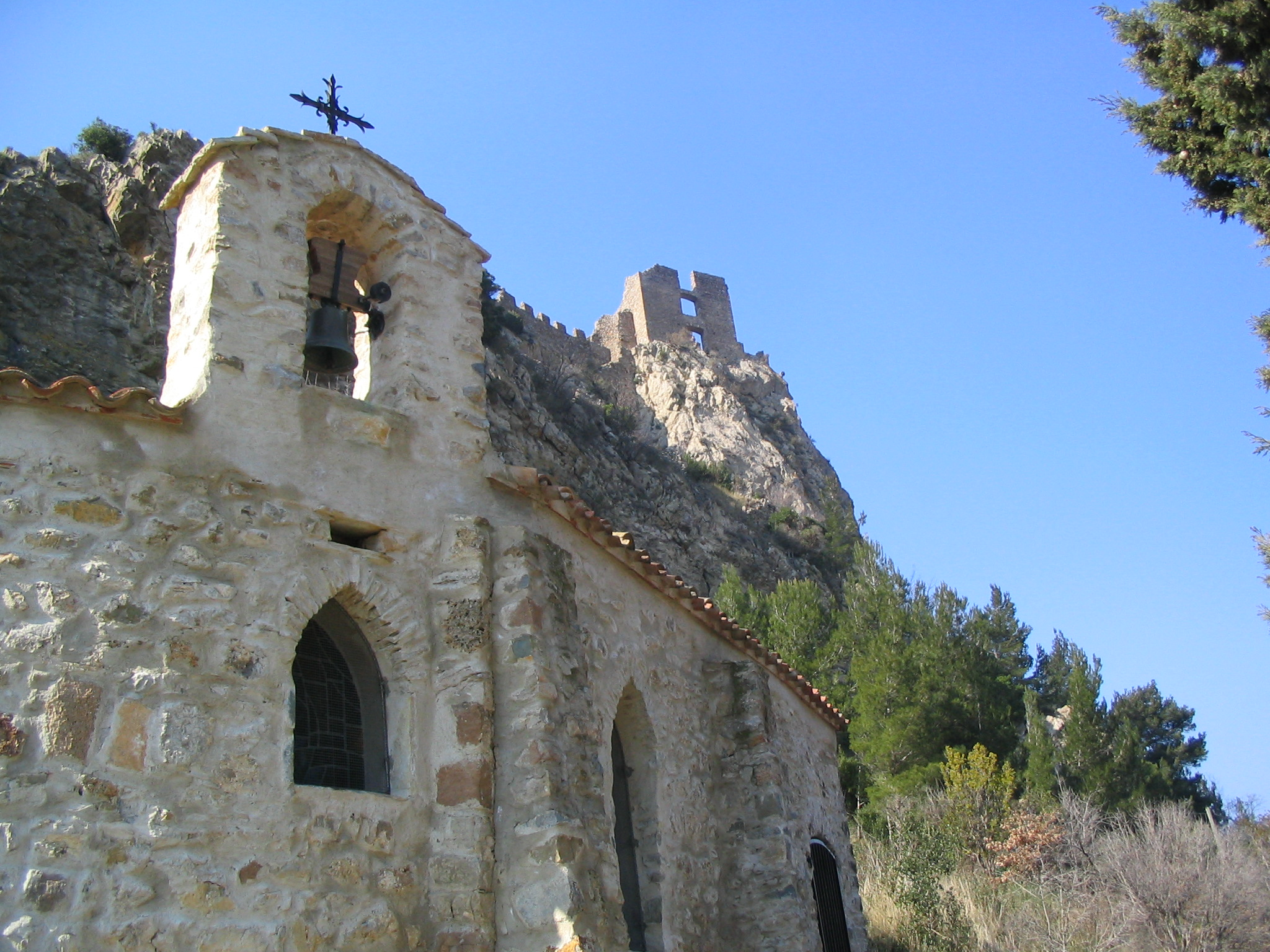